# Jhonny Baldeón
Jhonny Alejandro Baldeón (Sangolquí, 15 juni 1981) is een professioneel voetballer afkomstig uit Ecuador. Hij speelde onder meer voor Alianza Lima, Club Atlético Talleres en Deportivo Quito gedurende zijn carrière. Sinds 2013 staat hij onder contract bij de Ecuadoraanse club CSD Independiente José Terán.

## Interlandcarrière
Baldeón, bijgenaamd El Rayo, speelde in totaal twaalf officiële interlands voor Ecuador, en scoorde drie keer voor zijn vaderland. Onder leiding van de Colombiaanse bondscoach Hernán Darío Gómez maakte hij zijn debuut op 21 oktober 2002 in een vriendschappelijke wedstrijd in Caracas tegen Venezuela, die met 2-0 werd verloren. Baldeón trad in dat duel na 69 minuten aan als vervanger van aanvaller Nicolás Asencio. Hij nam met zijn vaderland deel aan de strijd om de Copa América 2004 in Peru.

## Erelijst
Alianza Lima
- Campeonato Nacional

2004
 CSD Independiente José Terán
- Serie B

2009